# تربة وحبوب

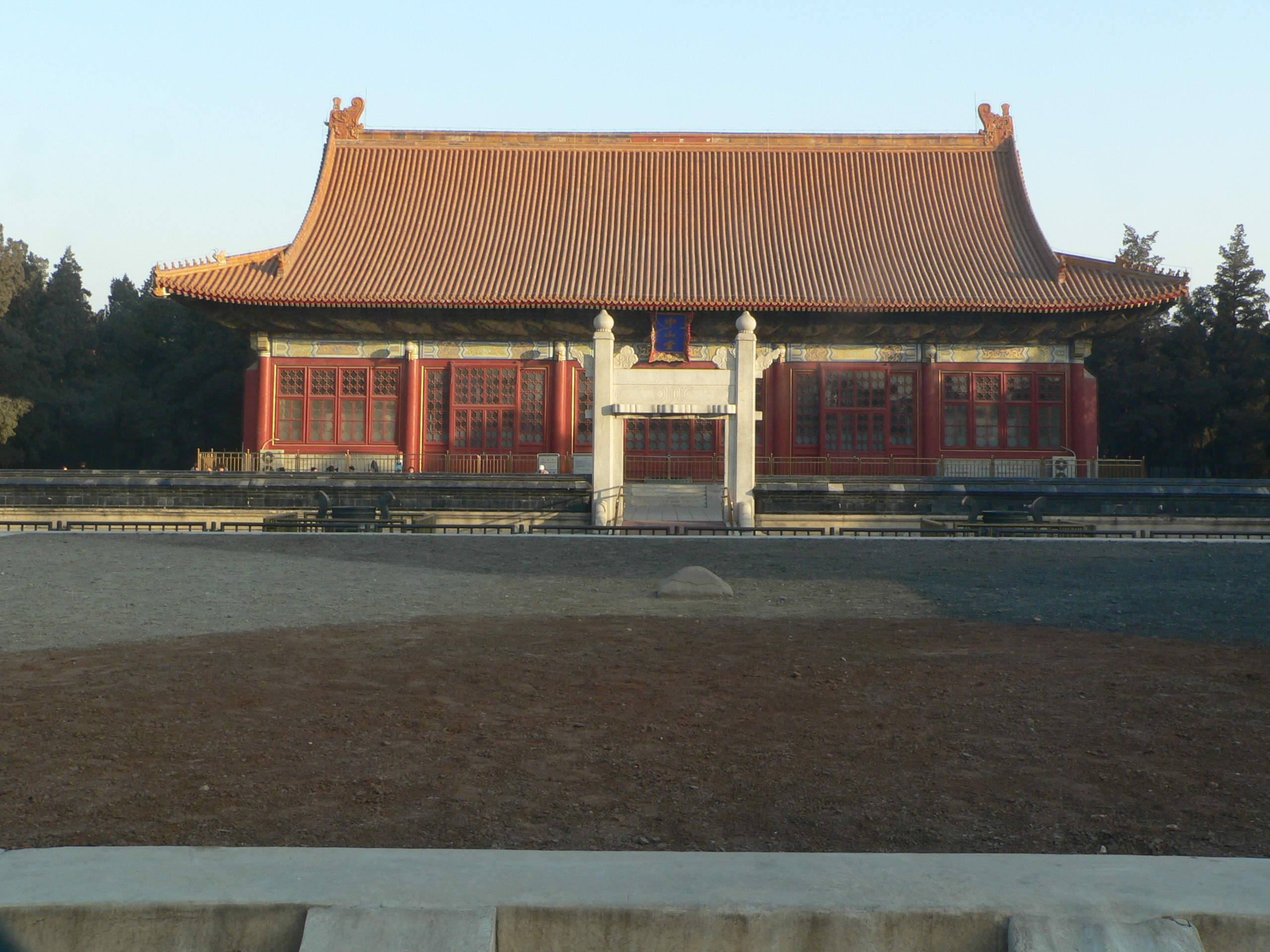

التربة والحبوب (بالصينية: 社稷 sheji، باليابانية: 社稷 shashoku) كان مصطلحًا سياسيًا شائعًا في شرق آسيا للإشارة إلى الدولة. وقد أقيمت مذابح (هياكل الكنيسة) التربة والحبوب جنبًا إلى جنب مع مذابح الأجداد. وقد أقام الملوك المحليون احتفالات التربة والحبوب لتأكيد سيادتهم في بكين شيجيتان وسيول ساجيكتان. كما تم كذلك عمل «آلهة التربة والحبوب»، بسبب ارتباطها بالصلاة والقدرات الخارقة للطبيعة. كما تم كذلك عمل «آلهة التربة والحبوب» باللغة الإنجليزية، بسبب ارتباطها بالصلاة والقدرات الخارقة للطبيعة.
وأثناء حقبة الممالك المتحاربة، قام الكهنة بتحدي الإمبراطور من خلال الزعم بأنهم لهم ولاء أكبر تجاه «التربة والحبوب».